# Ordre des médecins (Belgique)
Pour les articles homonymes, voir Ordre des médecins.
En Belgique, l'Ordre des médecins jouit de la personnalité civile de droit public. L’inscription à l’Ordre des médecins est légalement obligatoire pour tous les médecins qui exercent l’art médical en Belgique à titre temporaire ou définitif. L’Ordre des médecins a un rôle de régulation, au service des médecins, des patients et de la société. Il est garant de l’intégrité morale des médecins et par voie de conséquence de la confiance des citoyens dans la profession médicale. 

## Cadre légal
L'Ordre des médecins a été créé par la loi du 25 juillet 1938.
Il est actuellement régi par l'arrêté royal no 79 du 10 novembre 1967 relatif à l'Ordre des médecins et par ses arrêtés d’exécution. L’arrêté royal du 6 février 1970 règle l'organisation et le fonctionnement des conseils de l'Ordre des médecins et l’arrêté royal du 28 décembre 1972 fixe les règles relatives aux élections des membres des conseils provinciaux, des conseils d'appel et du conseil national de l'Ordre des médecins.
Si depuis plus de 25 ans des projets de modification de l’arrêté royal n°79 précité sont régulièrement déposés, ce texte a pourtant peu évolué. 
Récemment, des modifications y ont été apportées par la loi du 17 juillet 2015 portant des dispositions diverses en matière de santé, notamment pour adapter le texte à la scission de la province du Brabant et à la réforme des arrondissements judiciaires à la suite de l'entrée en vigueur de la loi du 1er décembre 2013 portant réforme des arrondissements judiciaires et modifiant le Code judiciaire en vue de renforcer la mobilité des membres de l'ordre judiciaire.

## Historique
Dès 1649, alors que dans plusieurs cités les médecins affichaient leur volonté de lutter contre le charlatanisme, un décret accorda aux médecins de Bruxelles, à travers la création d'un Collegium Medicum Bruxellense, un réel pouvoir disciplinaire. D'autres collèges furent alors institués en différents endroits du pays mais ils furent supprimés à la Révolution française.  
En 1818, des commissions médicales provinciales ont été instituées. Elles avaient, entre autres charges, celles de viser les diplômes et de signaler les maladies quarantenaires. Elles jouaient aussi un rôle de conciliation si elles étaient interpellées par des parties en litige. Certaines compétences sont actuellement désuètes, d'autres persistent et ont même été élargies. Les commissions médicales sont compétentes pour tous les professionnels de la santé.  
En 1899, M. De Beco proposait au Parlement l'institution d'un Ordre de Médecins étant donné la nécessité de veiller à la dignité du corps médical et de le doter d'un statut légal.    
En 1910, le Dr Van Langendonck présentait à la Fédération médicale belge un rapport sur la question. De nombreuses difficultés surgirent ensuite, notamment la guerre de 1914-1918.   
En 1937, après de longues discussions, étaient déposés au Sénat un projet de loi créant l'Ordre des médecins et une proposition de loi portant la création d'un Ordre des professions médicales,. Ce n'est finalement que le 25 juillet 1938 que la loi a été adoptée. Du fait de la guerre, l'Ordre des Médecins n'a été mis en place qu'en 1947 par arrêté du Régent du 3 avril 1947.    
La loi du 25 juillet 1938 présentait d’importantes lacunes et imperfections. Dans les années 1960, de nombreux projets de loi relatifs l’Ordre sont introduits. Aucun de ces projets n’est devenu loi, mais ils ont servi de base à l’actuel AR no 79.

## Mission
L’exercice de certaines professions, notamment l’exercice de la médecine, est soumis à des normes spécifiques, les règles de déontologie, qui sont plus exigeantes que celles auxquelles est soumis tout citoyen. L’Ordre des Médecins veille au respect de la déontologie médicale et à l’exercice d’une médecine de qualité élevée tout en ne négligeant pas les moyens que la collectivité peut consacrer à cet objectif.
L’Ordre agit dans l’intérêt des patients, de la santé publique et du bien-être général. Il défend l’intégrité morale de la profession, l’autonomie professionnelle des médecins et la qualité des soins sur base des connaissances scientifiques actuelles. Il favorise la confiance des patients et de la société dans le corps médical.

## Structure
L'Ordre des Médecins est organisé en un Conseil national, deux conseils d'appel (un néerlandophone, un francophone) et dix conseils provinciaux.   

### Conseil national
Le Conseil national est présidé par un magistrat à la Cour de Cassation, comme son suppléant. Il est assisté par deux vice-présidents médecins, un francophone et un néerlandophone et par un greffier nommé qui a lui-même un suppléant. Les autres membres médecins sont nommés ou élus: trois membres de chaque régime linguistique sont nommés sur proposition des universités qui avaient une faculté de médecine complète au moment de la promulgation de la loi de 1967 et dix membres sont élus par les conseils provinciaux à raison d'un membre par conseil provincial. Chacun de ces membres a un suppléant. 
Le conseil national fixe les principes déontologiques généraux et règles dans un Code de déontologie médicale.
Il a en outre notamment pour tâche :
- de tenir à jour un répertoire des décisions disciplinaires ;
- de donner des avis motivés sur des questions d'ordre général, sur des problèmes de principe ou sur des règles de déontologie médicale;
- de délivrer aux médecins désireux de commencer l'exercice de leur profession dans un autre Etat membre de la Communauté économique européenne, une attestation certifiant que les conditions de moralité et honorabilité sont remplies pour l'accès de l'activité médicale.

### Deux Conseils d'appel
Ils se composent chacun:  
- de cinq membres médecins effectifs et de cinq membres médecins suppléants, élus par leur Conseil provincial pour une durée de six ans;

- de cinq membres effectifs et de cinq membres suppléants, conseillers à une Cour d'appel, nommés par le Roi pour une durée de six ans. Le Roi nomme parmi ces magistrats le président et les rapporteurs du conseil d'appel ;
- d'un greffier effectif et d’un greffier suppléant, nommés par le Roi pour six ans.

Un membre nommé du Conseil national, qui est délégué à cet effet, assiste de droit aux séances des Conseils d'appel.
Chacun des Conseils d'appel connaît de l'appel des décisions prises respectivement par les Conseils provinciaux utilisant la langue française ou par ceux utilisant la langue néerlandaise. Ils se prononcent également sur les réclamations relatives aux élections des membres des conseils provinciaux et sur les déchéances de mandats au sein de l’Ordre des médecins

### Dix Conseils provinciaux
Les dix conseils provinciaux sont:
- Le Conseil provincial d'Anvers
- Le Conseil provincial du Brabant flamand et de Bruxelles* (médecins du Brabant flamand et médecins de la Région de Bruxelles-Capitale qui choisissent d'être inscrits à son tableau)
- Le Conseil provincial de Bruxelles et du Brabant wallon* (médecins du Brabant wallon et médecins de la région de Bruxelles-Capitale qui choisissent d'être inscrits à son tableau)
- Le Conseil provincial de Flandre occidentale
- Le Conseil provincial de Flandre orientale*
- Le Conseil provincial du Hainaut*
- Le Conseil provincial du Limbourg
- Le Conseil provincial de Liège*
- Le Conseil provincial du Luxembourg
- Le Conseil provincial de Namur

Avant l'éclatement de la province de Brabant en trois entités (Région de Bruxelles-Capitale, Brabant wallon, Brabant flamand) au début des années 1990, il y avait deux Conseils provinciaux pour la province unitaire du Brabant, avec libre choix du régime linguistique. Actuellement, seuls les médecins dont le domicile professionnel est établi dans la Région de Bruxelles-Capitale peuvent choisir l’inscription au Conseil provincial de Bruxelles et du Brabant Wallon ou l’inscription au Provinciale Raad van Vlaams-Brabant en Brussel.
Chaque Conseil provincial se compose :
- des membres effectifs et suppléants, en nombre égal fixé par le Roi, élus pour une période de six ans par les médecins inscrits au tableau du Conseil provincial concerné. Le vote est obligatoire;
- d’un assesseur effectif et d’un assesseur suppléant, magistrats effectifs ou honoraires d'un tribunal de première instance, nommés par le Roi pour une durée de six ans;

Le membre effectif du Conseil national, ou son suppléant, élu par le conseil provincial, assiste de droit aux séances du Conseil provincial.
L'assesseur et le membre du Conseil national, s'il est élu hors Conseil provincial, ont voix consultative. 
Le Conseil provincial a autorité et juridiction sur les médecins inscrits au tableau de l'Ordre de la province et sur les médecins établis dans un autre Etat membre de l'Union européenne qui effectuent une prestation de services dans le ressort du conseil provincial.
Les attributions des conseils provinciaux sont:
- dresser le tableau provincial de l'Ordre;
- veiller au respect des règles de la déontologie médicale et au maintien de l'honneur, de la discrétion, de la probité et de la dignité des membres de l'Ordre;
- donner des avis sur des questions de déontologie médicale, d'initiative ou à la demande des médecins inscrits à leur tableau;
- informer les autorités compétentes des cas d'exercice illégal de l'art médical;
- arbitrer en dernier ressort (sans possibilité de recours auprès du conseil d'appel), à la demande des intéressés, les contestations d'honoraires entre médecin et patient;
- répondre à toute demande d'avis des cours et tribunaux relative à des contestations d'honoraires;
- déterminer chaque année la cotisation due à l'Ordre par chaque membre inscrit.

## Élections à l’Ordre
L’arrêté royal du 28 décembre 1972 fixant les règles relatives aux élections des membres des conseils provinciaux, des conseils d'appel et du conseil national de l'Ordre des médecins définit les modalités des élections à l‘Ordre.
Cet AR a été modifié par l’arrêté royal du 26 janvier 2016 et adapté au nouveau paysage judiciaire. Il contient des dispositions en vue de l’organisation d’élections électroniques à l’Ordre. En octobre 2016, les médecins ont pour la première fois voté électroniquement.
Les médecins élisent directement les membres de leur Conseil provincial. Tous les trois ans, les Conseils provinciaux sont renouvelés par moitié. Le vote est obligatoire. La durée des mandats dans les organes de l’Ordre est de six ans. Tous les membres ont un suppléant, élu ou nommé aux mêmes conditions.
La présence des magistrats dans les organes de l’Ordre constitue une garantie supplémentaire pour l’impartialité et le fonctionnement juridiquement correct de l’Ordre.

## Compétences
Les principales compétences de l’Ordre des médecins concernent :

### Déontologie
Le Conseil national de l’Ordre a la mission légale d’élaborer « les principes généraux et les règles relatifs à la moralité, l'honneur, la discrétion, la probité, la dignité et le dévouement indispensables à l'exercice de la profession (AR no 79, art. 15, §2, 1°). Le Code de déontologie médicale LIEN page sur www.ordomedic.be contient l’ensemble de ces principes de base. Récemment, le conseil national a approuvé son nouveau code. Il contient 45 articles. Le texte repose sur quatre piliers : le professionnalisme, le respect, l'intégrité et la responsabilité, avec une place centrale accordée au patient.
Le Conseil national revoit régulièrement les articles du Code, en fonction de l’évolution de la médecine et des soins de santé, du droit médical, de l’éthique médicale, du droit commun et des besoins et accents changeants de la société. Certaines matières, comme les droits des patients, l’euthanasie, l’interruption de la grossesse, etc. sont dans une large mesure régies par la législation.
Jusqu’à présent, le Roi n’a pas donné de force obligatoire au Code de déontologie médicale.
Les articles du Code déterminent comme un fil rouge les prises de position déontologiques et éthiques de tous les organes de l’Ordre, aussi bien dans les tâches consultatives que dans les disciplinaires.

### Avis
Tous les médecins peuvent s’adresser à leur conseil provincial pour un avis déontologique concret, basé sur le Code de déontologie médicale et les avis du Conseil national. 
Le Conseil national émet des avis d’ordre général LIEN page sur www.ordomedic.be, de sa propre initiative ou à la demande des médecins, des Conseils provinciaux, des autorités, d’établissements publics, d’associations professionnelles de médecins ou d’autres intervenants des soins de santé.
Le Conseil national ajuste constamment ses avis à l’évolution de la médecine et des soins de santé, du droit médical, de l’éthique médicale, du droit commun et des besoins et accents changeants de la société. Il se concerte de façon interdisciplinaire et multidisciplinaire avec d’autres professions de la santé, des organisations de patients, des organismes publics et autres, également au niveau international. 

### Compétences disciplinaires
Les Conseils provinciaux peuvent exercer un pouvoir disciplinaire, soit d’office, soit à la demande du Conseil national, du ministre de la Santé, du Procureur du Roi ou de la commission médicale provinciale, soit après une plainte d’un médecin ou d’un tiers. Les Conseils provinciaux ont autorité et juridiction sur les médecins qui sont inscrits au Tableau de l'Ordre de leur province.
Les sanctions disciplinaires que peut infliger l’Ordre sont: l'avertissement, la censure, la réprimande, la suspension du droit d'exercer l'art médical pendant un terme qui ne peut excéder deux années et la radiation du Tableau de l'Ordre.
L’Ordre se focalise de plus en plus sur la conciliation et la médiation plutôt que sur la sanction.
Les conseils d’appel statuent sur les décisions disciplinaires des conseils provinciaux pour lesquelles un recours a été introduit. La Cour de cassation traite les décisions disciplinaires pour lesquelles un recours en cassation a été introduit.
Le droit disciplinaire est une branche à part du droit avec un caractère spécifique. Les médecins, tout comme les autres citoyens, restent soumis à la juridiction des cours et tribunaux. L’Ordre n’est pas compétent pour accorder des dommages et intérêts. A cette fin, chaque personne qui estime avoir subi un préjudice par un acte médical posé par un médecin peut s’adresser à un juge ordinaire. De plus, il peut également déposer plainte à l’Ordre. Le droit disciplinaire ne tend pas à défendre l’intérêt individuel du patient ni des objectifs corporatistes mais l’intérêt collectif et la qualité de la pratique de la médecine.

### L’Ordre au service des médecins
Lorsqu'un médecin éprouve un problème dans l’exercice de sa profession, il peut s’adresser à l’Ordre pour une concertation, une médiation, un avis, etc.
À l’heure actuelle, l’Ordre met davantage l’accent sur les missions préventives et des initiatives comme l’accompagnement et l’orientation des médecins, une assistance proactive accordée aux (jeunes) médecins pour construire leur carrière, le soutien des médecins en détresse psychique.
Dans ce cadre, l’Ordre a développé en 2016 le projet « Médecins en difficulté » (www.médecinsendifficulté.be LIEN page sur www.ordomedic.be) comme une plate-forme de confiance et d’aide psychologique destinée aux médecins. Ce projet a pour objectif de créer, conjointement avec les autres organisations concernées, les hôpitaux et les autorités, un cadre de prévention, d’aide et de soins pour les médecins ayant des problèmes d’ordre psychosocial qui peuvent avoir une influence sur la qualité des soins qu’ils dispensent.

### L’Ordre au service des patients et de la société
L’Ordre remplit aussi des missions envers les patients et la société.
Ainsi, l’Ordre prend des mesures pour protéger les patients. Le conseil provincial peut omettre le nom d’un médecin du Tableau ou soumettre son maintien à des conditions restrictives lorsque la commission médicale provinciale informe l’Ordre qu’un médecin ne remplit plus les conditions pour exercer la médecine ou qu’il est réduit à un exercice limité de la médecine pour des raisons physiques ou psychiques.
L’Ordre est habilité à signaler des cas d’exercice illégitime de la médecine.
L’échange de données en matière disciplinaire, aussi bien avec les autorités publiques compétentes en Belgique qu’avec celles au niveau européen, se fait par l’intermédiaire du Conseil national. Cette communication, au service de la qualité des soins et de l’intérêt de la santé publique, devrait encore être mieux développée, dans le respect des règles sur la protection de la vie privée.
L’Ordre est présent à des forums nationaux et internationaux et se concerte avec les autres acteurs des soins de santé, aussi bien avec les prestataires de soins des différentes disciplines sur le terrain qu’avec les responsables au niveau de la politique. Par l’intermédiaire des organisations de patients, l’Ordre suit également les besoins des patients.